# Oktiabrski (Pávlovskaya, Krasnodar)
Oktiabrski (del ruso: Октябрьский) es un posiólok del raión de Pávlovskaya del krai de Krasnodar, en Rusia. Está situado a orillas del Sujói Chelbas, afluente del Sredni Chelbas, tributario del Chelbas, 21 km al suroeste de Pávlovskaya y 114 km al nordeste de Krasnodar, la capital del krai. Tenía 1 552 habitantes en 2010.
Es cabeza del municipio Srednechelbaskoye, al que pertenecen asimismo Náberezhni, Beisuzhok, Leninodar, Sredni Chelbas y Yuzhni.

## Economía y transporte
La principal actividad económica del municipio es la agricultura (OPJ Kalinin y OOO Vozrozhdeniye).
Al oeste de la localidad pasa la carretera federal M4 Don.